# François-Marie-Bonaventure du Fou
François-Marie-Bonaventure, comte du Fou, né le 7 novembre 1765 et mort le 14 mars 1833 à Nantes, est un négociant et un homme politique français, maire de Nantes de 1813 à 1816, avec une interruption pendant les Cent-Jours.

## Biographie

### Origine et famille
Il est le fils de François-Marie Joseph du Fou, chevalier, seigneur de Bézidel et autres lieux, gouverneur des ville et château de Pontivy, né à Bézidel le 16 mars 1724 et baptisé le 1er juin suivant, décédé au château de l'Abbaye en Bohal le 30 mai 1778, et de Thérèse-Marie de Tollenare, baptisée à Nantes le 29 octobre 1741, et tuée durant la Révolution, fille de Charles de Tollenare, sieur de La Guidoire, négociant à Nantes, et de Françoise Thérèse Descamps, dame de Brenière, mariés à Nantes le 20 juillet 1762.	
Son père et son grand-père occupèrent successivement la charge de gouverneur des ville et château de Pontivy.
Il épouse, le 21 juin 1791 à Nantes, Félicité Jogues, fille du négociant-armateur Pierre Athanase Augustin Jogues de Guédreville, sieur de Merville, propriétaire de l'hôtel de Luynes, et de Geneviève Thérèse Guyot, dont :
- Adèle, épouse du marquis Méry de Contades (en) (fils d'Érasme Gaspard de Contades)
- Elisa, épouse du marquis Camille-Auguste de Contades-Gizeux (fils de Louis Gabriel de Contades)
- Jules, consul de France, époux de Lydie Marion du Rosay
- Athénaïs, épouse d'Henri de La Tullaye
- Bonaventure, époux d'Elisabeth de Contades-Gizeux

### Révolution française
Petit-fils, par sa mère, d'un riche négociant nantais, il le devient lui-même et participera à la traite négrière, et s'associe avec son beau-père, pour fonder la maison « Jogues et du Fou ». Noble et riche, il est suspecté en 1793, et fait partie des 132 Nantais qui, en septembre 1794, sont expédiés à Paris pour y être jugés. Tombé malade, il évite le procès, et revient à Nantes, pour reprendre la société « Jogues, du Fou et compagnie ».

### Maire de Nantes: premier mandat (1813-1815)
Membre du collège électoral du département de la Loire-Inférieure, candidat au Sénat conservateur, ancien membre et président de la Chambre de commerce de Nantes, membre du Conseil du commerce près le ministère du Commerce, à la suite de la démission de Jean-Baptiste Bertrand-Geslin, le 25 mars 1813 il est « nommé d'autorité et malgré sa volonté bien exprimée » maire de Nantes et est installé le 17 mai suivant.
Au retour de Louis XVIII en 1814, le roi le confirme dans ses fonctions qu'il doit abandonner au retour de Napoléon de l'île d'Elbe.

### Maire de Nantes: second mandat (1815-1816)
Il reprend possession de la mairie le 19 juillet 1815 et donne sa démission au mois d'août 1816. Ce second mandat est marqué par la période assez courte de l'occupation prussienne à Nantes en septembre 1815. Dès le 12 août, le général Thielmann s'installe à Nantes pour préparer l'occupation. Il loge à l'hôtel de France, place Graslin, où une manifestation a lieu le soir même, principalement anti-royaliste. Les troupes arrivent le 11 septembre : environ 5 000 hommes avec 1 100 chevaux, qui doivent être hébergés par la population. Elles quittent Nantes le 24 septembre. Dans l'ensemble, les choses se passent bien, quelques incidents mis à part (pillage de jardins par des soldats, quelques rixes). En janvier 1816, le gouvernement prussien décore le maire ainsi que la supérieure de l'Hôtel-Dieu de l'ordre de l'Aigle rouge.

### Carrière ultérieure
En 1817, il dirige toujours sa société. Il emploie son cousin, Louis-François de Tollenare, qu'il envoie au Brésil pour ses affaires, mais la collaboration ne résiste pas à des divergences, notamment sur la traite des Noirs.
Il meurt à Nantes le 14 mars 1833, et est enterré au cimetière La Bouteillerie.

## Titres et décorations
- Chevalier du Fou et de l'Empire[2]
- Comte héréditaire par lettres patentes du 24 octobre 1817[2]
- Chevalier de la Légion d’honneur le 5 mars 1810 et officier le 18 décembre 1814[13]
- Chevalier de l’Aigle rouge de troisième classe, par lettres du Roi de Prusse du 26 janvier 1816, pour avoir veillé, avec sollicitude, a ce que les malades prussiens reçussent dans les hôpitaux les soins que réclame l’Humanité.

## Hommages
En 1836, son nom est donné à une rue de Nantes, près de l'église Saint-Félix. En 1963, en raison de la confusion possible avec la rue Dufour, la voie est rebaptisée rue Chanoine-Durville.
« Le 31 décembre 1836, a été inaugurée une rue de la paroisse Saint-Félix, allant de la place Saint-Félix au boulevard Amiral Courbet, portant son nom et il fut dit que François Marie Bonaventure du Fou (1765-1833), négociant et armateur, fut président, à plusieurs reprises, du collège électoral de la Loire Inférieure. Homme animé des sentiments les plus élevés et les plus vertueux, il remplit heureusement les fonctions de maire au cours de périodes particulièrement difficiles. »